# Acanalonia coacta
Acanalonia coacta är en insektsart som beskrevs av Schmidt 1908. Acanalonia coacta ingår i släktet Acanalonia och familjen Acanaloniidae. Inga underarter finns listade i Catalogue of Life.